# I'll Never Stop
"I'll Never Stop" é uma música da boy band norte-americana NSYNC.  Foi lançado em 26 de junho de 2000 como o terceiro single do seu segundo álbum de estúdio europeu, No Strings Attached. A música chegou ao número 13 no Reino Unido, 23 na Alemanha e 14 na Holanda.
O single só foi lançado na Europa e a música não foi incluída nas edições norte-americanas do No Strings Attached.  A edição de rádio foi lançada mundialmente em 2005 para promover o Greatest Hits. A edição de rádio também foi apresentada em sua segunda compilação, The Collection, em 2010.
Misteriosamente, foi o single de cassete mais vendido no Reino Unido nos anos de 2009, 2010 e 2011 muito depois de o meio de cassete ter sido tornado obsoleto por outros formatos de música. Vendeu 24 cópias em 2009, 13 cópias em 2010 e 11 cópias em 2011.  É provável que um único varejista em uma parte desconhecida do país tenha cópias continuamente à venda.

## Vídeo musical
O videoclipe apresenta quatro fãs ouvindo No Strings Attached, dançando em torno de várias faixas e batidas.  O vídeo também mostra clipes de NSYNC em diferentes eventos. As meninas também são vistas assistindo NSYNC na TV. O vídeo foi lançado no canal Vevo do NSYNC YouTube em 24 de outubro de 2009.

## Lista de faixas
UK CD single
1. "Eu nunca vou parar" (Radio Edit) - 3:07
2. "Eu nunca vou parar" (Album Version) - 3:26
3. "Bye Bye Bye" (Teddy Riley do Club Remix) - .. 5:28

Cassete UK single
1. "I'll Never Stop" (Radio Edit) - 3:07
2. "I'll Never Stop" (Instrumental) - 3:07
3. "Bye Bye Bye" (Riprock 'n' Alex G. Club Remix) 4:53

Europa CD1
1. "I'll Never Stop" (Radio Edit) - 3:07
2. "I'll Never Stop" (Instrumental) - 3:07

Europa CD2
1. "I'll Never Stop" (Radio Edit) - 3:07
2. "I'll Never Stop" (Album Version) - 3:26
3. "I'll Never Stop" (Instrumental) - 3:07
4. "Bye Bye Bye" (Riprock 'n' Alex G. Club Remix) 4:53
5. "Bye Bye Bye" (Teddy Riley do Club Remix) - .. 5:28

## Créditos
Gravação 
- Gravado no Cheiron Studios , Estocolmo, Suécia

Produção 
- Kristian Lundin - compositor, produtor
- Max Martin - compositor
- Alexander Kronlund - compositor
- Mike Tucker - engenheiro de gravação vocal
- Chaz Harper - masterização
- Chris Haggerty - edição digital

## Desempenho nas tabelas musicais
| Chart (2000)                                 | Posição |
| -------------------------------------------- | ------- |
| Alemanha (Offizielle Deutsche Charts)        | 23      |
| Bélgica (Ultratop 50 de Flandres)            | 44      |
| Bélgica (Ultratip Bubbling Under da Valônia) | 17      |
| Escócia (Scottish Singles Chart)             | 15      |
| Irlanda (IRMA)                               | 32      |
| Países Baixos (Dutch Top 40)                 | 14      |
| Países Baixos (Single Top 100)               | 28      |
| Reino Unido (UK Singles Chart)               | 13      |
| Reino Unido (OCC UK Indie)                   | 4       |
| Suécia (Sverigetopplistan)                   | 20      |
| Suíça (Schweizer Hitparade)                  | 31      |